# 411vm 37
411vm 37 je sedemintrideseta številka 411 video revije in je izšla julija 1999.

## Vsebina številke in glasbena podlaga
Glasbena podlaga je navedena v oklepajih.
- Openers Bob Burnquist, Tony Trujillo, Lincoln Ueda, John Rattray, Ed Selego, Chad Fernandez, Danny Garcia, Ryan Kenreich, Marc Johnson, Kareem Campbell
- Chaos (Blink 182 - Waggy)
- Wheels of fortune Todd Jordan (International Ocular - Move Your Mind)
- Main event MTV SMF3 (Nevermore - Forver (nevermore))
- Rookies Justin Reynolds, John Rattray (Slippers - Dance of the 7 Veils, Mos Def - May-december)
- Contests Glissexpo, Vans Triple Crown (Stereolab - People do it all the Time, Ugly Duckling - Now Who's Laughin', Lagwagon - Furnished)
- Industry Dynasty (Kien Lieu)
- Road trip New Deal po vzhodni obali ZDA, Etnies po vzhodni obali ZDA, Girl in Chocolate po ZDA (Tony Stark - Trailer, Fugazi - Arpeggiator, Ricky Martin - Livin' La Vida Loca)
- Spot check Visalia (In Euins - The Gathering Storm, The Promise Ring - The Deep South)